# Liga Profesional Femenina de Fútbol 2020 (Colombia)
La Liga Profesional Femenina 2020 (oficialmente y por motivos de patrocinio, Liga Femenina Betplay Dimayor 2020) fue la (4a) edición de la Liga Profesional Femenina de Fútbol de Colombia.
En total se habían inscrito inicialmente 18 clubes de distintas regiones del país, pero únicamente 13 confirmaron su participación en el campeonato. El campeón y subcampeón de este torneo clasificaron a la Copa Libertadores Femenina 2020.
Debido a las medidas para contener la pandemia de coronavirus adoptadas por el Gobierno nacional el 12 de marzo de 2020, la Dimayor tomó la decisión de suspender temporalmente todos sus campeonatos, por lo que el torneo comenzó en el mes de octubre.
El Santa Fe  obtendría su segundo título luego de vencer en la final al América de Cali. El club se convirtió en el primer equipo en lograr dos títulos, otorgándole el honor de ser el club más laureado del campeonato. 

## Sistema de juego
|              |              | Sistema de juego | Cantidad de equipos | Fechas                            |
| ------------ | ------------ | --- | ------------------- | --------------------------------- |
| Primera fase | Primera fase | - Sistema de liga (partidos de ida y vuelta) dividido en 3 grupos regionales de cuatro o cinco equipos cada uno. Avanzan los dos primeros de cada grupo, además de los dos mejores terceros, a la siguiente ronda. | 13 equipos          | 17 de octubre al 22 de noviembre  |
| Fase final   | Fase final   | - Fases de eliminación directa (octavos y cuartos de final y semifinal) hasta que queden dos equipos finalistas.                                                                                                   | 8 equipos           | 25 de noviembre al 6 de diciembre |
| Gran final   | Gran final   | - Los 2 equipos vencedores de la fase anterior juegan una "gran final" en partidos de ida y vuelta por el campeonato.                                                                                              | 2 equipos           | 9 y 13 de diciembre               |

El campeonato se disputará con una primera fase en la que los 13 equipos participantes estarán divididos en tres grupos de cuatro o cinco equipos cada uno, con partidos a ida y vuelta en formato todos contra todos, dando como resultado seis u ocho fechas a disputarse. De cada grupo avanzarán los dos primeros.
Una vez disputada la fase de grupos, los ocho equipos que avancen jugarán fases de eliminación directa, desde cuartos de final hasta la final (que definirá al campeón del torneo) con partidos a ida y vuelta.
El campeón y el subcampeón del torneo clasificarán a la Copa Libertadores Femenina 2020.

## Equipos participantes
Los 13 equipos que participarán de la cuarta edición de la Liga Femenina. 

### Datos de los clubes
| Equipo                 | Ciudad          | Estadio                                                      | Aforo         |
| ---------------------- | --------------- | ------------------------------------------------------------ | ------------- |
| América de Cali        | Cali            | Olímpico Pascual Guerrero                                    | 35.405        |
| Atlético Bucaramanga   | Bucaramanga     | Alfonso López                                                | 25.000        |
| Atlético Nacional      | Guarne Medellín | Estadio Municipal Bernardo 'Nando' Álvarez Atanasio Girardot | 1.450 44.410  |
| Deportivo Cali         | Palmira         | Deportivo Cali                                               | 42.000        |
| Fortaleza CEIF         | Chía            | Villa Olímpica de Chía                                       | 2.000         |
| Independiente Medellín | Itagüí          | Metropolitano de Itagüí                                      | 12.000        |
| Júnior                 | Barranquilla    | Romelio Martínez                                             | 8.600         |
| La Equidad             | Bogotá          | Metropolitano de Techo                                       | 10.000        |
| Llaneros               | Villavicencio   | Estadio Bello Horizonte                                      | 13.000        |
| Millonarios            | Bogotá          | Nemesio Camacho El Campín Metropolitano de Techo             | 36.343 10.000 |
| Deportivo Pasto        | Pasto           | Departamental Libertad                                       | 30.297        |
| Real San Andrés        | Bucaramanga     | Alfonso López Cancha Marte                                   | 25.000 3.000  |
| Santa Fe               | Bogotá Mosquera | Nemesio Camacho El Campín Municipal de Mosquera              | 36.343 0      |

### Equipos por departamento
| Ubicación de localía de los equipos                                                                                                  |
| --- |
| A. Nacional I. Medellín La Equidad Santa Fe Millonarios Fortaleza A. Bucaramanga Llaneros América Cali Júnior R. San Andrés D. Pasto |

| Bogotá, D. C.            | 3 | La Equidad , Santa Fe y Millonarios        |
| Valle del Cauca          | 2 | América de Cali, Deportivo Cali            |
| Antioquia                | 2 | Atlético Nacional e Independiente Medellín |
| Santander                | 1 | Atlético Bucaramanga                       |
| Cundinamarca             | 1 | Fortaleza CEIF                             |
| Atlántico                | 1 | Júnior                                     |
| Meta                     | 1 | Llaneros                                   |
| Nariño                   | 1 | Deportivo Pasto                            |
| San Andrés y Providencia | 1 | Real San Andrés                            |

## Fase de grupos

### Grupo A
| Pos. | Equipos        | PJ | PG | PE | PP | GF | GC | Dif. | Pts. |
| ---- | -------------- | -- | -- | -- | -- | -- | -- | ---- | ---- |
| 1.   | Santa Fe       | 8  | 8  | 0  | 0  | 28 | 4  | 24   | 24   |
| 2.   | Millonarios    | 8  | 4  | 1  | 3  | 15 | 10 | 5    | 13   |
| 3.   | Fortaleza CEIF | 8  | 2  | 1  | 5  | 7  | 14 | -7   | 7    |
| 4.   | La Equidad     | 8  | 2  | 1  | 5  | 5  | 12 | -7   | 7    |
| 5.   | Llaneros       | 8  | 2  | 1  | 5  | 8  | 23 | -15  | 7    |

| Resultados | Resultados            | Resultados | Resultados  | Resultados             | Resultados      | Resultados  | Resultados      |
| Jornada    | Local                 | Resultado  | Visitante   | Estadio                | Fecha           | Hora        | Transmisión     |
| ---------- | --------------------- | ---------- | ----------- | ---------------------- | --------------- | ----------- | --------------- |
| Primera    | Millonarios           | 5 : 0      | Llaneros    | Metropolitano de Techo | 16 de octubre   | 3:00 p. m.  | Sin transmisión |
| Primera    | La Equidad            | 1 : 0      | Fortaleza   | Metropolitano de Techo | 19 de octubre   | 3:00 p. m.  | Sin transmisión |
| Primera    | Descansa: Santa Fe    |            |             |                        |                 |             |                 |
| Segunda    | Santa Fe              | 3 : 2      | Millonarios | Municipal de Mosquera  | 21 de octubre   | 3:00 p. m.  | Win +           |
| Segunda    | Fortaleza             | 1 : 2      | Llaneros    | Villa Olímpica         | 22 de octubre   | 2:00 p. m.  | Sin transmisión |
| Segunda    | Descansa: La Equidad  |            |             |                        |                 |             |                 |
| Tercera    | Millonarios           | 1 : 0      | Fortaleza   | El Campín              | 26 de octubre   | 11:00 a. m. | Sin transmisión |
| Tercera    | La Equidad            | 0 : 2      | Santa Fe    | Metropolitano de Techo | 26 de octubre   | 3:00 p. m.  | Sin transmisión |
| Tercera    | Descansa: Llaneros    |            |             |                        |                 |             |                 |
| Cuarta     | Fortaleza             | 0 : 5      | Santa Fe    | Villa Olímpica         | 29 de octubre   | 1:00 p. m.  | Sin transmisión |
| Cuarta     | Llaneros              | 1 : 0      | La Equidad  | Bello Horizonte        | 29 de octubre   | 3:00 p. m.  | Sin transmisión |
| Cuarta     | Descansa: Millonarios |            |             |                        |                 |             |                 |
| Quinta     | Santa Fe              | 5 : 1      | Llaneros    | El Campín              | 1 de noviembre  | 3:00 p. m.  | Sin transmisión |
| Quinta     | La Equidad            | 1 : 1      | Millonarios | Metropolitano de Techo | 2 de noviembre  | 1:00 p. m.  | Sin transmisión |
| Quinta     | Descansa: Fortaleza   |            |             |                        |                 |             |                 |
| Sexta      | Llaneros              | 2 : 2      | Fortaleza   | Bello Horizonte        | 4 de noviembre  | 3:10 p. m.  | Win +           |
| Sexta      | Millonarios           | 0 : 3      | Santa Fe    | Metropolitano de Techo | 5 de noviembre  | 3:00 p. m.  | Sin transmisión |
| Sexta      | Descansa: La Equidad  |            |             |                        |                 |             |                 |
| Séptima    | Fortaleza             | 2 : 0      | La Equidad  | Villa Olímpica de Chía | 8 de noviembre  | 1:00 p. m.  | Sin transmisión |
| Séptima    | Llaneros              | 1 : 3      | Millonarios | Bello Horizonte        | 9 de noviembre  | 3:00 p. m.  | Sin transmisión |
| Séptima    | Descansa: Santa Fe    |            |             |                        |                 |             |                 |
| Octava     | Santa Fe              | 2 : 0      | Fortaleza   | El Campín              | 12 de noviembre | 2:00 p. m.  | Sin transmisión |
| Octava     | La Equidad            | 2 : 1      | Llaneros    | Metropolitano de Techo | 12 de noviembre | 3:00 p. m.  | Sin transmisión |
| Octava     | Descansa: Millonarios |            |             |                        |                 |             |                 |
| Novena     | Llaneros              | 0 : 5      | Santa Fe    | Bello Horizonte        | 15 de noviembre | 3:00 p. m.  | Sin transmisión |
| Novena     | Millonarios           | 2 : 0      | La Equidad  | El Campín              | 16 de noviembre | 3:15 p. m.  | Win +           |
| Novena     | Descansa: Fortaleza   |            |             |                        |                 |             |                 |
| Décima     | Fortaleza             | 2 : 1      | Millonarios | Villa Olímpica Chía    | 20 de noviembre | 3:00 p. m.  | Sin transmisión |
| Décima     | Santa Fe              | 3 : 1      | La Equidad  | El Campín              | 20 de noviembre | 3:00 p. m.  | Sin transmisión |
| Décima     | Descansa: Llaneros    |            |             |                        |                 |             |                 |

### Grupo B
| Pos. | Equipos         | PJ | PG | PE | PP | GF | GC | Dif. | Pts. |
| ---- | --------------- | -- | -- | -- | -- | -- | -- | ---- | ---- |
| 1.   | América de Cali | 6  | 5  | 0  | 1  | 9  | 4  | 5    | 15   |
| 2.   | Deportivo Cali  | 6  | 2  | 2  | 2  | 6  | 5  | 1    | 8    |
| 3.   | Junior          | 6  | 2  | 2  | 2  | 6  | 6  | 0    | 8    |
| 4.   | Deportivo Pasto | 6  | 0  | 2  | 4  | 4  | 10 | -6   | 2    |

| Resultados | Resultados      | Resultados | Resultados      | Resultados             | Resultados      | Resultados | Resultados      |
| Jornada    | Local           | Resultado  | Visitante       | Estadio                | Fecha           | Hora       | Transmisión     |
| ---------- | --------------- | ---------- | --------------- | ---------------------- | --------------- | ---------- | --------------- |
| Primera    | Deportivo Pasto | 0 : 1      | América de Cali | Departamental Libertad | 17 de octubre   | 12:00 m.   | Sin transmisión |
| Primera    | Deportivo Cali  | 0 : 1      | Junior          | Deportivo Cali         | 20 de octubre   | 7:40 p. m. | Win +           |
| Segunda    | Junior          | 3 : 1      | Deportivo Pasto | Romelio Martínez       | 25 de octubre   | 3:00 p. m. | Sin transmisión |
| Segunda    | América de Cali | 2 : 0      | Deportivo Cali  | Pascual Guerrero       | 27 de octubre   | 6:00 p. m. | Win +           |
| Tercera    | América de Cali | 2 : 0      | Júnior          | Pascual Guerrero       | 2 de noviembre  | 1:30 p. m. | Win +           |
| Tercera    | Deportivo Pasto | 1 : 2      | Deportivo Cali  | Departamental Libertad | 11 de noviembre | 12:00 m.   | Sin transmisión |
| Cuarta     | Deportivo Cali  | 0 : 0      | Deportivo Pasto | Deportivo Cali         | 7 de noviembre  | 1:00 p. m. | Sin transmisión |
| Cuarta     | Júnior          | 0 : 1      | América de Cali | Romelio Martínez       | 7 de noviembre  | 3:00 p. m. | Sin transmisión |
| Quinta     | Deportivo Pasto | 1 : 1      | Júnior          | Departamental Libertad | 15 de noviembre | 12:00 m.   | Sin transmisión |
| Quinta     | Deportivo Cali  | 3 : 0      | América de Cali | Deportivo Cali         | 16 de noviembre | 5:30 p. m. | Win +           |
| Sexta      | America de Cali | 3 : 1      | Deportivo Pasto | Pascual Guerrero       | 20 de noviembre | 3:00 p. m. | Sin transmisión |
| Sexta      | Júnior          | 1 : 1      | Deportivo Cali  | Romelio Martínez       | 20 de noviembre | 3:00 p. m. | Win +           |

### Grupo C
| Pos. | Equipos                | PJ | PG | PE | PP | GF | GC | Dif. | Pts. |
| ---- | ---------------------- | -- | -- | -- | -- | -- | -- | ---- | ---- |
| 1.   | Independiente Medellín | 6  | 5  | 1  | 0  | 13 | 3  | 10   | 16   |
| 2.   | Real San Andrés        | 6  | 2  | 2  | 2  | 5  | 7  | -2   | 8    |
| 3.   | Atlético Nacional      | 6  | 2  | 1  | 3  | 10 | 6  | 4    | 7    |
| 4.   | Atlético Bucaramanga   | 6  | 1  | 0  | 5  | 5  | 17 | -12  | 3    |

| Primera | Independiente Medellín | 3 : 0 | Real San Andrés        | Metropolitano de Itagüí  | 17 de octubre   | 11:00 a. m. | Sin transmisión |
| Primera | Atlético Nacional      | 3 : 0 | Atlético Bucaramanga   | Bernardo “Nando” Álvarez | 17 de octubre   | 3:00 p. m.  | Sin transmisión |
| Segunda | Atlético Bucaramanga   | 0 : 2 | Independiente Medellín | Alfonso López            | 23 de octubre   | 3:00 p. m.  | Sin transmisión |
| Segunda | Real San Andrés        | 1 : 0 | Atlético Nacional      | Alfonso López            | 24 de octubre   | 11:00 a. m. | Sin transmisión |
| Tercera | Atlético Bucaramanga   | 1 : 2 | Real San Andrés        | Alfonso López            | 30 de octubre   | 3:00 p. m.  | Sin transmisión |
| Tercera | Atlético Nacional      | 1 : 3 | Independiente Medellín | Bernardo “Nando” Álvarez | 1 de noviembre  | 3:00 p. m.  | Sin transmisión |
| Cuarta  | Real San Andrés        | 1 : 2 | Atlético Bucaramanga   | Alfonso López            | 9 de noviembre  | 11:00 a. m. | Sin transmisión |
| Cuarta  | Independiente Medellín | 1 : 0 | Atlético Nacional      | Metropolitano de Itagüí  | 9 de noviembre  | 6:00 p. m.  | Win +           |
| Quinta  | Atlético Nacional      | 1 : 1 | Real San Andrés        | Bernardo “Nando” Álvarez | 16 de noviembre | 3:00 p. m.  | Sin transmisión |
| Quinta  | Independiente Medellín | 4 : 2 | Atlético Bucaramanga   | Metropolitano de Itagüí  | 16 de noviembre | 3:00 p. m.  | Sin transmisión |
| Sexta   | Atlético Bucaramanga   | 0 : 5 | Atlético Nacional      | Alfonso López            | 20 de noviembre | 3:00 p. m.  | Sin transmisión |
| Sexta   | Real San Andrés        | 0 : 0 | Independiente Medellín | La Marte                 | 20 de noviembre | 3:00 p. m.  | Sin transmisión |

### Mejores terceros
| GR | Equipo            | PJ | PG | PE | PP | GF | GC | Dif. | Pts. |
| -- | ----------------- | -- | -- | -- | -- | -- | -- | ---- | ---- |
| B  | Júnior            | 6  | 2  | 2  | 2  | 6  | 6  | 0    | 8    |
| C  | Atlético Nacional | 6  | 2  | 1  | 3  | 10 | 6  | 4    | 7    |
| A  | Fortaleza CEIF    | 8  | 2  | 1  | 5  | 7  | 14 | -7   | 7    |

## Sorteo de emparejamientos
Los emparejamientos de cuartos de final se definieron por medio de sorteo una vez finalizada la fase de grupos del torneo. Los cabeza de serie fueron los tres mejores primeros de la fase anterior y el equipo con mejor promedio que terminó en segundo lugar. El dos segundos restantes y los dos mejores terceros fueron los equipos sorteados.
| Cabezas de serie                                                                 | A sortear                                               |
| -------------------------------------------------------------------------------- | ------------------------------------------------------- |
| Santa Fe Independiente Medellín América de Cali Millonarios (como mejor segundo) | Deportivo Cali Real San Andrés Junior Atlético Nacional |

## Cuadro final

### Cuadro final
|  | Cuartos de final                                                           | Cuartos de final                                                           | Cuartos de final                                                           | Cuartos de final                                                           | Cuartos de final                                                           |   |                 | Semifinales                                                  | Semifinales                                                  | Semifinales                                                  | Semifinales                                                  | Semifinales                                                  |  |          | Final                                                          | Final                                                          | Final                                                          | Final                                                          | Final                                                          |  |
|  | 24 al 25 de noviembre de 2020 (ida) 28 al 30 de noviembre de 2020 (vuelta) | 24 al 25 de noviembre de 2020 (ida) 28 al 30 de noviembre de 2020 (vuelta) | 24 al 25 de noviembre de 2020 (ida) 28 al 30 de noviembre de 2020 (vuelta) | 24 al 25 de noviembre de 2020 (ida) 28 al 30 de noviembre de 2020 (vuelta) | 24 al 25 de noviembre de 2020 (ida) 28 al 30 de noviembre de 2020 (vuelta) |   |                 | 2 de diciembre de 2020 (ida) 7 de diciembre de 2020 (vuelta) | 2 de diciembre de 2020 (ida) 7 de diciembre de 2020 (vuelta) | 2 de diciembre de 2020 (ida) 7 de diciembre de 2020 (vuelta) | 2 de diciembre de 2020 (ida) 7 de diciembre de 2020 (vuelta) | 2 de diciembre de 2020 (ida) 7 de diciembre de 2020 (vuelta) |  |          | 10 de diciembre de 2020 (ida) 13 de diciembre de 2020 (vuelta) | 10 de diciembre de 2020 (ida) 13 de diciembre de 2020 (vuelta) | 10 de diciembre de 2020 (ida) 13 de diciembre de 2020 (vuelta) | 10 de diciembre de 2020 (ida) 13 de diciembre de 2020 (vuelta) | 10 de diciembre de 2020 (ida) 13 de diciembre de 2020 (vuelta) |  |
|  |                                                                            |                                                                            |                                                                            |                                                                            |                                                                            |   |                 |                                                              |                                                              |                                                              |                                                              |                                                              |  |          |                                                                |                                                                |                                                                |                                                                |                                                                |  |
|  |                                                                            |                                                                            |                                                                            |                                                                            |                                                                            |   |                 |                                                              |                                                              |                                                              |                                                              |                                                              |  |          |                                                                |                                                                |                                                                |                                                                |                                                                |  |
|  | Santa Fe                                                                   | Santa Fe                                                                   | 3                                                                          | 2                                                                          | 5                                                                          |   |                 |                                                              |                                                              |                                                              |                                                              |                                                              |  |          |                                                                |                                                                |                                                                |                                                                |                                                                |  |
|  | Santa Fe                                                                   | Santa Fe                                                                   | 3                                                                          | 2                                                                          | 5                                                                          |   |                 |                                                              |                                                              |                                                              |                                                              |                                                              |  |          |                                                                |                                                                |                                                                |                                                                |                                                                |  |
|  | Júnior                                                                     | Júnior                                                                     | 1                                                                          | 3                                                                          | 4                                                                          |   |                 |                                                              |                                                              |                                                              |                                                              |                                                              |  |          |                                                                |                                                                |                                                                |                                                                |                                                                |  |
|  | Júnior                                                                     | Júnior                                                                     | 1                                                                          | 3                                                                          | 4                                                                          |   | Santa Fe        | Santa Fe                                                     | 2                                                            | 1                                                            | 3                                                            |                                                              |  |          |                                                                |                                                                |                                                                |                                                                |                                                                |  |
|  |                                                                            |                                                                            |                                                                            |                                                                            |                                                                            |   | Santa Fe        | Santa Fe                                                     | 2                                                            | 1                                                            | 3                                                            |                                                              |  |          |                                                                |                                                                |                                                                |                                                                |                                                                |  |
|  |                                                                            |                                                                            | Independiente Medellín                                                     | Independiente Medellín                                                     | 0                                                                          | 1 | 1               |                                                              |                                                              |                                                              |                                                              |                                                              |  |          |                                                                |                                                                |                                                                |                                                                |                                                                |  |
|  | Independiente Medellín                                                     | Independiente Medellín                                                     | Independiente Medellín                                                     | Independiente Medellín                                                     | 0                                                                          | 1 | 1               | 1                                                            | 3                                                            | 4                                                            |                                                              |                                                              |  |          |                                                                |                                                                |                                                                |                                                                |                                                                |  |
|  | Independiente Medellín                                                     | Independiente Medellín                                                     |                                                                            |                                                                            |                                                                            |   |                 |                                                              |                                                              | 4                                                            |                                                              |                                                              |  |          |                                                                |                                                                |                                                                |                                                                |                                                                |  |
|  | Real San Andrés                                                            | Real San Andrés                                                            | 1                                                                          | 1                                                                          | 2                                                                          |   |                 |                                                              |                                                              |                                                              |                                                              |                                                              |  |          |                                                                |                                                                |                                                                |                                                                |                                                                |  |
|  | Real San Andrés                                                            | Real San Andrés                                                            | 1                                                                          | 1                                                                          | 2                                                                          |   |                 |                                                              |                                                              |                                                              |                                                              |                                                              |  | Santa Fe | Santa Fe                                                       | 2                                                              | 2                                                              | 4                                                              |                                                                |  |
|  |                                                                            |                                                                            |                                                                            |                                                                            |                                                                            |   |                 |                                                              |                                                              |                                                              |                                                              |                                                              |  | Santa Fe | Santa Fe                                                       | 2                                                              | 2                                                              | 4                                                              |                                                                |  |
|  |                                                                            |                                                                            | América de Cali                                                            | América de Cali                                                            | 1                                                                          | 0 | 1               |                                                              |                                                              |                                                              |                                                              |                                                              |  |          |                                                                |                                                                |                                                                |                                                                |                                                                |  |
|  | América de Cali                                                            | América de Cali                                                            | América de Cali                                                            | América de Cali                                                            | 1                                                                          | 0 | 1               | 1                                                            | 1                                                            | 2                                                            |                                                              |                                                              |  |          |                                                                |                                                                |                                                                |                                                                |                                                                |  |
|  | América de Cali                                                            | América de Cali                                                            |                                                                            |                                                                            |                                                                            |   |                 |                                                              |                                                              | 2                                                            |                                                              |                                                              |  |          |                                                                |                                                                |                                                                |                                                                |                                                                |  |
|  | Atlético Nacional                                                          | Atlético Nacional                                                          | 0                                                                          | 1                                                                          | 1                                                                          |   |                 |                                                              |                                                              |                                                              |                                                              |                                                              |  |          |                                                                |                                                                |                                                                |                                                                |                                                                |  |
|  | Atlético Nacional                                                          | Atlético Nacional                                                          | 0                                                                          | 1                                                                          | 1                                                                          |   | América de Cali | América de Cali                                              | 1                                                            | 1                                                            | 2                                                            |                                                              |  |          |                                                                |                                                                |                                                                |                                                                |                                                                |  |
|  |                                                                            |                                                                            |                                                                            |                                                                            |                                                                            |   | América de Cali | América de Cali                                              | 1                                                            | 1                                                            | 2                                                            |                                                              |  |          |                                                                |                                                                |                                                                |                                                                |                                                                |  |
|  |                                                                            |                                                                            | Millonarios                                                                | Millonarios                                                                | 1                                                                          | 0 | 1               |                                                              |                                                              |                                                              |                                                              |                                                              |  |          |                                                                |                                                                |                                                                |                                                                |                                                                |  |
|  | Millonarios                                                                | Millonarios                                                                | Millonarios                                                                | Millonarios                                                                | 1                                                                          | 0 | 1               | 1                                                            | 3                                                            | 4                                                            |                                                              |                                                              |  |          |                                                                |                                                                |                                                                |                                                                |                                                                |  |
|  | Millonarios                                                                | Millonarios                                                                |                                                                            |                                                                            |                                                                            |   |                 |                                                              |                                                              | 4                                                            |                                                              |                                                              |  |          |                                                                |                                                                |                                                                |                                                                |                                                                |  |
|  | Deportivo Cali                                                             | Deportivo Cali                                                             | 2                                                                          | 1                                                                          | 3                                                                          |   |                 |                                                              |                                                              |                                                              |                                                              |                                                              |  |          |                                                                |                                                                |                                                                |                                                                |                                                                |  |
|  | Deportivo Cali                                                             | Deportivo Cali                                                             | 2                                                                          | 1                                                                          | 3                                                                          |   |                 |                                                              |                                                              |                                                              |                                                              |                                                              |  |          |                                                                |                                                                |                                                                |                                                                |                                                                |  |
|  |                                                                            |                                                                            |                                                                            |                                                                            |                                                                            |   |                 |                                                              |                                                              |                                                              |                                                              |                                                              |  |          |                                                                |                                                                |                                                                |                                                                |                                                                |  |

- Nota: El equipo ubicado en la primera línea de cada llave es el que ejerce la localía en el partido de vuelta.

### Cuartos de final
- La hora de cada encuentro corresponde al huso horario que rige a Colombia (UTC-5).

| 24 de noviembre de 2020, 20:00 | Júnior    | 1:3 (1:1) | Santa Fe                          | Estadio Romelio Martínez, Barranquilla                 |                                                        |
|                                | Arias 29' | Reporte   | Romero 16' · Viso 47' · Gauto 73' | Asistencia: sin espectadores Árbitra: Vanessa Ceballos | Asistencia: sin espectadores Árbitra: Vanessa Ceballos |

| 28 de noviembre de 2020, 14:00 | Santa Fe              | 2:3 (1:1) | Júnior                         | Estadio El Campín, Bogotá                              |                                                        |
|                                | Gauto 15' · Ramos 53' | Reporte   | García 45+1' · Caicedo 68' 71' | Asistencia: sin espectadores Árbitra: Andrea Chavarría | Asistencia: sin espectadores Árbitra: Andrea Chavarría |

| 24 de noviembre de 2020, 18:00 | Atlético Nacional | 0:1 (0:1) | América de Cali | Estadio Atanasio Girardot, Medellín               |                                                   |
|                                |                   | Reporte   | Guarecuco 45+2' | Asistencia: sin espectadores Árbitra: Jenny Arias | Asistencia: sin espectadores Árbitra: Jenny Arias |

| 28 de noviembre de 2020, 15:00 | América de Cali     | 1:1 (0:1) | Atlético Nacional   | Estadio Pascual Guerrero, Cali                            |                                                           |
|                                | Wendy Bonilla 90+3' |           | Allison Pahuana 11' | Asistencia: sin espectadores Árbitra: Lilley Manuela Mora | Asistencia: sin espectadores Árbitra: Lilley Manuela Mora |

| 24 de noviembre de 2020, 11:00 | Real San Andrés | 1:1 (1:0) | Independiente Medellín | Estadio Alfonso López, Bucaramanga                          |                                                             |
|                                | Mendoza 6'      | Reporte   | Cardona 53'            | Asistencia: sin espectadores Árbitra: Yeimy Lucero Martínez | Asistencia: sin espectadores Árbitra: Yeimy Lucero Martínez |

| 28 de noviembre de 2020, 17:10                                                                                          | Independiente Medellín                   | 3:1 (0:0) | Real San Andrés | Estadio Metropolitano de Itagüí, Itagüí               |                                                       |
| | Castro 86' · Cardona 89' · Quejada 90+2' |           | Mosquera 86'    | Asistencia: sin espectadores Árbitra: Paula Fernández | Asistencia: sin espectadores Árbitra: Paula Fernández |
| El partido se iba a jugar a las 15:00 pero por tormenta eléctrica acompañada de fuertes lluvias, se pospuso a las 17:10 |                                          |           |                 |                                                       |                                                       |

| 25 de noviembre de 2020, 13:00 | Deportivo Cali         | 2:1 (1:1) | Millonarios | Estadio Deportivo Cali, Palmira                           |                                                           |
|                                | Pavi 19' · Caicedo 76' | Reporte   | Aroca 41'   | Asistencia: sin espectadores Árbitra: María Victoria Daza | Asistencia: sin espectadores Árbitra: María Victoria Daza |

| 30 de noviembre de 2020, 14:00 | Millonarios                        | 3:1 (2:1) | Deportivo Cali | Estadio El Campín, Bogotá                            |                                                      |
|                                | Morales 2' · Ariza 39' · Aroca 65' | Reporte   | Caicedo 41'    | Asistencia: sin espectadores Árbitra: Vanessa Reales | Asistencia: sin espectadores Árbitra: Vanessa Reales |

### Semifinales
- La hora de cada encuentro corresponde al huso horario que rige a Colombia (UTC-5).

| 2 de diciembre, 18:00 | Independiente Medellín | 0:2 (0:1) | Santa Fe             | Estadio Metropolitano de Itagüí, Itagüí              |                                                      |
|                       |                        | Reporte   | Celis 11' · Viso 75' | Asistencia: sin árbitra = Viviana Muñoz espectadores | Asistencia: sin árbitra = Viviana Muñoz espectadores |

| 5 de diciembre, 17:15 | Santa Fe   | 1:1 (0:0) | Independiente Medellín | Estadio El Campin, Bogotá                                  |                                                            |
|                       | Rangel 61' | Reporte   | Ramos 68'              | Asistencia: sin árbitra = María Victoria Daza espectadores | Asistencia: sin árbitra = María Victoria Daza espectadores |

| 3 de diciembre, 18:00 | Millonarios | 1:1 (0:1) | América de Cali | Estadio El Campín, Bogotá                                    |                                                              |
|                       | Gómez 64'   | Reporte   | Usme 6'         | Asistencia: sin árbitra = Yeimi Lucero Martínez espectadores | Asistencia: sin árbitra = Yeimi Lucero Martínez espectadores |

| 7 de diciembre, 15:30 | América de Cali | 1:0 (1:0) | Millonarios | Estadio Pascual Guerrero, Cali                          |                                                         |
|                       | Robledo 3'      | Reporte   |             | Asistencia: sin árbitra = Vanessa Ceballos espectadores | Asistencia: sin árbitra = Vanessa Ceballos espectadores |

## Final
Artículo principal: Final de la Liga Profesional Femenina de fútbol 2020 (Colombia)
- La hora de cada encuentro corresponde al huso horario que rige a Colombia (UTC-5).

| 10 de diciembre, 20:00 | América de Cali | 1:2 (1:2) | Santa Fe              | Estadio Pascual Guerrero, Cali                            |                                                           |
|                        | Usme 23'        | Reporte   | Chacón 27' · Viso 43' | Asistencia: sin árbitra = Yessica Villadiego espectadores | Asistencia: sin árbitra = Yessica Villadiego espectadores |

| 13 de diciembre, 17:15 | Santa Fe               | 2:0 (1:0) | América de Cali | Estadio El Campin, Bogotá                                  |                                                            |
|                        | Gauto 11' · Rangel 47' | Reporte   |                 | Asistencia: sin árbitra = María Victoria Daza espectadores | Asistencia: sin árbitra = María Victoria Daza espectadores |

|                             |
|                             |
| Campeón Santa Fe 2.º título |

## Estadísticas

### Goleadoras
| Jugadora                                       | Equipos         | Goles | Partidos |
| ---------------------------------------------- | --------------- | ----- | -------- |
| Ysaura Viso                                    | Santa Fe        | 13    | 14       |
| Nelly Córdoba                                  | Santa Fe        | 5     | 13       |
| Fany Gauto                                     | Santa Fe        | 5     | 14       |
| Catalina Usme                                  | América         | 4     | 10       |
| Joemar Guarecuco                               | América         | 4     | 12       |
| Tatiana Ariza                                  | Millonarios     | 4     | 12       |
| Nubiluz Rangel                                 | Santa Fe        | 4     | 14       |
| Estefanía Cartagena                            | Nacional        | 3     | 6        |
| Linda Caicedo                                  | Cali            | 3     | 7        |
| Heidy Mosquera                                 | Real San Andrés | 3     | 8        |
| Ingrid Vidal                                   | Llaneros        | 3     | 8        |
| Diana Ospina                                   | Medellín        | 3     | 9        |
| Geraldine Cardona                              | Medellín        | 3     | 10       |
| Lisseth Moreno                                 | Millonarios     | 3     | 11       |
| Lizeth Aroca                                   | Millonarios     | 3     | 11       |
| Lina Gómez                                     | Millonarios     | 3     | 12       |
| Diana Celis                                    | Santa Fe        | 3     | 13       |
| Kena Romero                                    | Santa Fe        | 3     | 14       |
| Última actualización: 13 de diciembre de 2020. |                 |       |          |

### Tripletes o más
| 15 de noviembre | Ysaura Viso | 27' · 75' · 81' · 82' | Llaneros | 0:5 | Santa Fe |

## Clasificación a torneos internacionales
| Clasificado como | Copa Libertadores Femenina 2020 |
| ---------------- | ------------------------------- |
| Colombia 1       | Santa Fe                        |
| Colombia 2       | América de Cali                 |